# 向山文庫

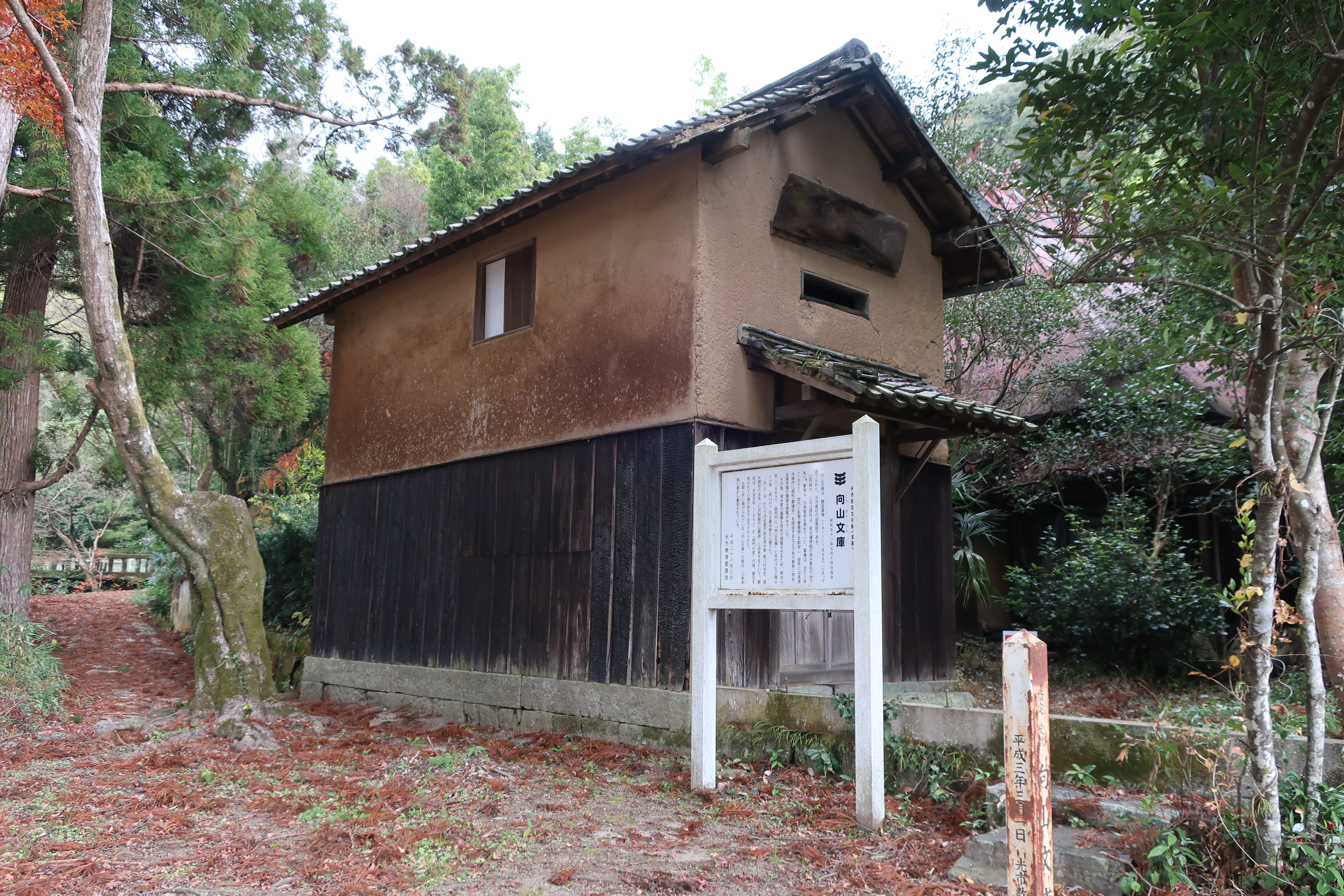
向山文庫

向山文庫（こうざんぶんこ）は、山口県光市史跡に指定されている私設図書館である。
建設者は難波覃庵であり、光市で最も古い図書館とされている。覃庵は実子を早くに亡くし、養子をとって難波家を継がせた。孫に難波作之進、曾孫に難波大助がいる。

## 解説
清水宗治の時代から代々家老職を務めた難波家は清水親知の遺品と自家の蔵書を始め、清水家の古文書や貴重な本を所有していた。この中には覃庵自身が集めた本も多くあり、私塾文庫を設けて周囲への貸し出しを始めた。また、覃庵が邸宅内に開いた私塾では藩士の教育がなされた。
文久2年に始まり、後に向山文庫になる。私財を投じて作った図書館は珍しく図書館学にも代表図書館として紹介されている。
2階建てになったのは、明治16年・覃庵72歳の時であり、これが現存している。
向山文庫の名称は、難波覃庵が仕えていた清水親知の戒名「仁沢院殿向山義雄」から取ったもので、看板の文字は三条実美の書をかたどったものである。
難波覃庵は清水親知・清水親春の家臣として、長州藩の政治に深く関わった。その際に世話をした三条実美が「向山文庫」の書を揮毫し、それを複写して看板にした。原本の書は山口県光市に寄贈されている。看板は現在もなお向山文庫にかかっているが、文字はもうほとんど見えない。

## 所在地
山口県光市大字立野1011
- 私有地内にあるため、許可なく立ち入ることはできない。

## 近在の施設
- 旧伊藤博文邸
- 室積海水浴場
- 正義霊社